# 2. Feldhockey-Bundesliga 2006/07 (Damen)
Die Saison 2006/07 der 2. Bundesliga Damen startete am 23. September 2006 und endete am 24. Juni 2007.

## Abschlusstabellen
Legende:

| (A) | Absteiger aus der 1. Bundesliga |
| (N) | Aufsteiger aus der Regionalliga |
|     | Aufsteiger in die 1. Bundesliga |
|     | Absteiger in die Regionalliga   |

| Platz | Club                    | Spiele | Tore  | Punkte |
| ----- | ----------------------- | ------ | ----- | ------ |
| 1.    | RTHC Leverkusen         | 14     | 34:15 | 31     |
| 2.    | Großflottbeker THGC     | 14     | 26:19 | 25     |
| 3.    | Düsseldorfer HC         | 14     | 24:16 | 24     |
| 4.    | Klipper THC (A)         | 14     | 24:22 | 21     |
| 5.    | Schwarz-Weiß Neuss      | 14     | 20:18 | 21     |
| 6.    | ETuF Essen              | 14     | 22:25 | 20     |
| 7.    | Hamburger Polo Club (N) | 14     | 11:27 | 10     |
| 8.    | Schwarz-Weiß Köln (N)   | 14     | 7:26  | 6      |

| Platz | Club                     | Spiele | Tore  | Punkte |
| ----- | ------------------------ | ------ | ----- | ------ |
| 1.    | HG Nürnberg              | 14     | 33:8  | 34     |
| 2.    | TSV Mannheim (A)         | 14     | 14:9  | 23     |
| 3.    | Mannheimer HC (N)        | 14     | 25:19 | 21     |
| 4.    | SC Frankfurt 1880        | 14     | 13:13 | 19     |
| 5.    | Zehlendorfer Wespen      | 14     | 13:23 | 15     |
| 6.    | TC Blau-Weiss Berlin (N) | 14     | 10:22 | 15     |
| 7.    | TSV Zehlendorf 88        | 14     | 17:22 | 13     |
| 8.    | HC Wacker München        | 14     | 17:26 | 13     |

## Auf- und Absteiger
Absteiger aus der 1. Bundesliga ist für die nächste Saison Jahr TUS Lichterfelde und Eintracht Frankfurt, beide steigen in die Gruppe Süd ab, die daher 3 Absteiger verzeichnet.
Aufsteiger aus der Regionalliga für die nächste Saison sind im Süden der ATV Leipzig und die HTC Stuttgarter Kickers, im Norden Hannover 78 und der Crefelder HTC.